# Щербаков, Иван Александрович
Иван Александрович Щербаков (род. 11 апреля 1944, Москва) — советский и российский физик, академик РАН. Научный руководитель Института общей физики им. А. М. Прохорова РАН, профессор и заведующий кафедрой лазерной физики факультета проблем физики и энергетики Московского физико-технического института.
Специалист в области спектроскопии лазерных материалов. Имеет около 3000 цитирований своих работ, опубликованных в реферируемых журналах. Индекс Хирша — 25.

## Биография
Младший сын советского партийного и государственного деятеля А. С. Щербакова; брат лётчика А. А. Щербакова и киноведа К. А. Щербакова.
В 1961 году окончил среднюю школу № 110 в Москве.
В 1967 году окончил Московский энергетический институт по специальности инженер-электрик. В 1971 году защитил кандидатскую диссертацию, а в 1978 году — докторскую. В 1985 году получил учёное звание профессора.
С 1967 года работал в Физическом институте имени П. Н. Лебедева АН СССР (ФИАН): сначала инженером и младшим научным сотрудником, а с 1975 года — старшим научным сотрудником.
В 1976—1977 годах являлся приглашённым профессором в Университете Южной Калифорнии, а в 1979 году — в Гамбургском университете.
С 1982 года после отделения Института общей физики (ИОФ) АН СССР от ФИАН работает в ИОФ. Сначала заведовал лабораторией, затем — отделом, позже стал директором отдела. В 1998 году был избран директором института. Позже по возрасту приглашён быть научным руководителем института.
7 декабря 1991 года избран членом-корреспондентом РАН по Секции физики, энергетики, радиоэлектроники (оптика). С 22 декабря 2011 года — действительный член РАН по Отделению физических наук. С 2013 по 2022 год был академиком-секретарём Отделения физических наук РАН.
Является членом президиума ВАК Минобрнауки России. Член редколлегии Новой российской энциклопедии и редакционного совета журнала «Квантовая электроника». И. А. Щербаков также входит в состав диссертационных советов ИОФ РАН и МГУ, являясь председателем одного из них. Кроме того, является членом ряда советов РАН.

## Научные достижения
Научные интересы И. А. Щербакова лежат в области лазерной физики, спектроскопии, нелинейной и квантовой оптики. В частности, им изучены процессы переноса энергии электронных возбуждений в твёрдых растворах ионов редкоземельных элементов. В ходе выполнения этой задачи И. А. Щербаковым выявлен в достаточной степени общий вид связи между микроскопическими параметрами, регулирующими процессы переноса, и величиной релаксации энергии во всём ансамбле взаимодействующих частиц.
Результаты, полученные И. А. Щербаковым в области спектроскопии лазерных материалов: кристаллов и стёкол, — включены в справочную литературу. Помимо этого, построенная им теория оптически плотных активных сред, позволила создать ряд новых оптически активных материалов, на основе которых были реализованы новые типы твердотельных лазеров, имеющие ряд уникальных характеристик.
Свои разработки И. А. Щербаков пытается активно внедрять в производство, в частности, в медицинские приложения.
В процессе своей работы И. А. Щербаков стал руководителем 20 успешных кандидатских диссертаций, а также восьми докторских.

## Награды
- Премия Совета Министров СССР
- Премия Ленинского комсомола
- Золотая медаль имени А. М. Прохорова (РАН) — за цикл работ «Процессы трансформации энергии возбуждения в активных средах лазеров»[3]
- Почётная грамота Российской академии наук (27 апреля 2023) — за добросовестный труд на благо российской науки, значительный вклад в развитие фундаментальных и прикладных научных исследований, высокий профессионализм и в связи с 40-летием основания федерального государственного бюджетного учреждения науки Федерального исследовательского центра «Институт общей физики имени А. М. Прохорова Российской академии наук»